# Progressione del record mondiale della 4x100 m mista
L'ordine delle frazioni in cui viene nuotata la staffetta mista è il seguente: dorso, rana, farfalla e stile libero.

In vasca corta (25 metri) i record del mondo sono omologati dalla FINA dal 3 marzo 1991.
Per quanto riguarda la 4x100 m mista mista, la FINA ha riconosciuto ufficialmente questa specialità e i primati in essa stabiliti nell'ottobre 2013, inserendola nel programma mondiale in vasca lunga a partire da Kazan' 2015.
Il record mondiale della staffetta 4x100 m mista mista può essere stabilito solo in vasca lunga (50 metri).

## Uomini

### Vasca lunga
| #                 | Tempo   | + | Atleta                                                                                   | Nazionalità      | Data              | Evento                 | Luogo                       | Ref   |
| ----------------- | ------- | - | ---------------------------------------------------------------------------------------- | ---------------- | ----------------- | ---------------------- | --------------------------- | ----- |
| 1                 | 4'39"2  |   | Gustaf Hellsing, Lennart Brock, Roy Dahl, Hakan Westesson                                | Svezia           | 22 febbraio 1953  |                        | Helsingborg, Svezia         |       |
| 2                 | 4'32"2  |   | Gilbert Bozon, Pierre Dumesnil, Maurice Lusien, Alex Jany                                | Francia          | 22 marzo 1953     |                        | Charleroi, Belgio           |       |
| 3                 | 4'31"5  |   | A. Violas, Pierre Dumesnil, Julian Arene, Aldo Eminente                                  | Francia          | 1º aprile 1953    |                        | Troyes, Francia             |       |
| 4                 | 4'30"8  |   | Gustaf Hellsing, Lennart Brock, Göran Larsson, Per-Olof Östrand                          | Svezia           | 17 aprile 1953    |                        | Lund, Svezia                |       |
| 5                 | 4'27"8  |   | Gustaf Hellsing, Lennart Brock, Göran Larsson, Per-Olof Östrand                          | Svezia           | 24 aprile 1953    |                        | Borås, Svezia               |       |
| 6                 | 4'24"8  |   | V. Lopatine, Wladimir Minashkin, P. Skripchenkov, Lev Balandin                           | Unione Sovietica | 13 maggio 1953    |                        | Mosca, Unione Sovietica     |       |
| 7                 | 4'21"3  |   | V. Soloviev, Wladimir Minashkin, P. Skripchenkov, Lev Balandin                           | Unione Sovietica | 26 gennaio 1954   |                        | Mosca, Unione Sovietica     |       |
| 8                 | 4'14"8  |   | G. Kuvaldin, Wladimir Minaschkin, Wladimir Struschanow, Lev Balandin                     | Unione Sovietica | 14 agosto 1956    |                        | Mosca, Unione Sovietica     |       |
| Nuovo regolamento |         |   |                                                                                          |                  |                   |                        |                             |       |
| 9                 | 4'17"8  |   | Katsuki Ishikara, Masaru Furukawa, Kazuo Tomita, Takashi Ishimoto                        | Giappone         | 7 settembre 1957  |                        | Tokyo, Giappone             |       |
| 10                | 4'17"2  |   | K. Hase, Takashi Ishimoto, Masaru Furukawa, M. Koga                                      | Giappone         | 28 maggio 1958    |                        | Tokyo, Giappone             |       |
| 11                | 4'16"7  |   |                                                                                          | Giappone         | 29 giugno 1958    |                        | Los Angeles, Stati Uniti    |       |
| 12                | 4'14"2  |   | Terry Gathercole, John Monckton, John Devitt Brian Wilkinson                             | Australia        | 25 luglio 1958    |                        | Cardiff, Regno Unito        |       |
| 13                | 4'10"4  |   | Brian Wilkinson, Terry Gathercole, John Devitt, John Monckton                            | Australia        | 22 agosto 1958    |                        | Osaka, Giappone             |       |
| 14                | 4'09"2  |   | Frank McKinney, Mike Troy, Peter Sintz, Chet Jastremski                                  | Stati Uniti      | 24 luglio 1960    |                        | Toledo, Stati Uniti         |       |
| 15                | 4'08"2  | b | Paul Hait, Steve Clark, David Gillanders, Robert Bennett                                 | Stati Uniti      | 27 agosto 1960    | Giochi olimpici        | Roma, Italia                |       |
| 16                | 4'05"4  |   | Frank McKinney, Paul Hait, Lance Larson, Jeff Farrell                                    | Stati Uniti      | 1º settembre 1960 | Giochi olimpici        | Roma, Italia                |       |
| 17                | 4'03"0  |   | Lary Schulhof, Tom Stock, Peter Sintz, Chet Jastremski                                   | Stati Uniti      | 20 agosto 1961    |                        | Los Angeles, Stati Uniti    |       |
| 18                | 4'01"6  |   | Tom Stock, Fred Schmidt, Peter Sintz, Chet Jastremski                                    | Stati Uniti      | 12 agosto 1962    |                        | Cuyahoga Falls, Stati Uniti |       |
| 19                | 4'00"1  |   | Bill Craig, Richard McGeagh, Walter Richardson, Steve Clark                              | Stati Uniti      | 24 agosto 1963    |                        | Osaka, Giappone             |       |
| 20                | 3'58"4  |   | Tom Mann, Bill Craig, Fred Schmidt, Steve Clark                                          | Stati Uniti      | 16 ottobre 1964   | Giochi olimpici        | Tokyo, Giappone             |       |
| 21                | 3'57"2  |   | Ken Walsh, Ken Merten, Doug Russell, Charles Hickcox                                     | Stati Uniti      | 31 agosto 1967    | Universiadi            | Tokyo, Giappone             |       |
| 22                | 3'56"5  |   | Egon Henninger, Frank Wiegand, Roland Matthes, Horst-Günter Gregor                       | Germania Est     | 7 novembre 1967   |                        | Lipsia, Germania Est        |       |
| 23                | 3'54"9  |   | Charles Hickcox, Don McKenzie, Doug Russell, Ken Walsh                                   | Stati Uniti      | 26 ottobre 1968   | Giochi olimpici        | Città del Messico, Messico  |       |
| 24                | 3'54"4  |   | Klaus Katzur, Lutz Unger, Udo Poser, Roland Matthes                                      | Germania Est     | 8 settembre 1970  | Campionati europei     | Barcellona, Spagna          |       |
| 25                | 3'50"4  |   | Mark Spitz, Jerry Heidenreich, Peter Dahlberg, Charles Campbell                          | Stati Uniti      | 3 settembre 1971  |                        | Lipsia, Germania Est        |       |
| 26                | 3'48"16 |   | Mike Stamm, Thomas Bruce, Mark Spitz, Jerry Heidenreich                                  | Stati Uniti      | 4 settembre 1972  | Giochi olimpici        | Monaco, Germania Ovest      |       |
| 27                | 3'47"28 | b | Chris Woo, Peter Rocca, Joseph Bottom, Jack Babashoff                                    | Stati Uniti      | 22 luglio 1976    | Giochi olimpici        | Montréal, Canada            |       |
| 28                | 3'42"22 |   | John Naber, John Hencken, Matt Vogel, Jim Montgomery                                     | Stati Uniti      | 22 luglio 1976    | Giochi olimpici        | Montréal, Canada            |       |
| 29                | 3'40"84 |   | Rick Carey, Steve Lundquist, Matt Gribble, Rowdy Gaines                                  | Stati Uniti      | 8 agosto 1982     | Campionati mondiali    | Guayaquil, Ecuador          |       |
| 30                | 3'40"42 |   | Rowdy Gaines, Steve Lundquist, Matt Gribble, Rick Carey                                  | Stati Uniti      | 22 agosto 1983    | Giochi panamericani    | Caracas, Venezuela          |       |
| 31                | 3'39"30 |   | Rick Carey, Steve Lundquist, Pablo Morales, Rowdy Gaines                                 | Stati Uniti      | 4 agosto 1984     | Giochi olimpici        | Los Angeles, Stati Uniti    |       |
| 32                | 3'38"28 |   | Rick Carey, John Moffet, Pablo Morales, Matt Biondi                                      | Stati Uniti      | 18 agosto 1985    | Campionati panpacifici | Tokyo, Giappone             |       |
| 33                | 3'36"93 |   | David Berkoff, Richard Schroeder, Matt Biondi, Christopher Jacobs                        | Stati Uniti      | 25 settembre 1988 | Giochi olimpici        | Seul, Corea del Sud         |       |
| 34                | 3'34"84 |   | Jeff Rouse, Jeremy Linn, Mark Henderson, Gary Hall Jr.                                   | Stati Uniti      | 26 luglio 1996    | Giochi olimpici        | Atlanta, Stati Uniti        |       |
| 35                | 3'33"73 |   | Lenny Krayzelburg, Ed Moses, Ian Crocker, Gary Hall Jr.                                  | Stati Uniti      | 23 settembre 2000 | Giochi olimpici        | Sydney, Australia           |       |
| 36                | 3'33"48 |   | Aaron Peirsol, Brendan Hansen, Michael Phelps, Jason Lezak                               | Stati Uniti      | 29 agosto 2002    | Campionati panpacifici | Yokohama, Giappone          |       |
| 37                | 3'31"54 |   | Aaron Peirsol, Brendan Hansen, Ian Crocker, Jason Lezak                                  | Stati Uniti      | 27 luglio 2003    | Campionati mondiali    | Barcellona, Spagna          |       |
| 38                | 3'30"68 |   | Aaron Peirsol, Brendan Hansen, Ian Crocker, Jason Lezak                                  | Stati Uniti      | 21 agosto 2004    | Giochi olimpici        | Atene, Grecia               |       |
| 39                | 3'29"34 |   | Aaron Peirsol, Brendan Hansen, Michael Phelps, Jason Lezak                               | Stati Uniti      | 17 agosto 2008    | Giochi olimpici        | Pechino, Cina               |       |
| 40                | 3'27"28 |   | Aaron Peirsol (52"19) Eric Shanteau (58"57) Michael Phelps (49"72) David Walters (46"80) | Stati Uniti      | 2 agosto 2009     | Campionati mondiali    | Roma, Italia                | [ 4 ] |
| 41                | 3'26"78 |   | Ryan Murphy (52"31) Michael Andrew (58"49) Caeleb Dressel (49"03) Zachary Apple (46"95)  | Stati Uniti      | 1º agosto 2021    | Giochi olimpici        | Tokyo, Giappone             |       |

Legenda: Ref - Referto della gara;
Record non ottenuti in finale: (b) - batteria; (sf) - semifinale; (s) - staffetta prima frazione.

### Vasca corta
| #  | Tempo   | + | Atleta                                                                                         | Nazionalità        | Data             | Evento                         | Luogo                     | Ref   |
| -- | ------- | - | ---------------------------------------------------------------------------------------------- | ------------------ | ---------------- | ------------------------------ | ------------------------- | ----- |
| 1  | 3'34"86 |   | Mark Tewksbury, John Cleveland, Tom Ponting, Steven Vandermeulen                               | Canada             | 22 febbraio 1992 | Campionati canadesi            | Winnipeg, Canada          |       |
| 2  | 3'32"57 |   | Tripp Schwenk, Eric Wunderlich, Mark Henderson, Jon Olsen                                      | Stati Uniti        | 2 dicembre 1993  | Campionati mondiali            | Palma di Maiorca, Spagna  |       |
| 3  | 3'30"91 |   | Adrian Radley, Ryan Mitchell, Geoff Huegill, Michael Klim                                      | Australia          | 23 dicembre 1996 | Campionati australiani         | Melbourne, Australia      |       |
| 4  | 3'30"66 |   | Adrian Radley, Phil Rogers, Geoff Huegill, Michael Klim                                        | Australia          | aprile 1997      | Campionati mondiali            | Göteborg, Svezia          |       |
| 5  | 3'29"88 |   | Matt Welsh, Phil Rogers, Michael Klim, Chris Fydler                                            | Australia          | 4 aprile 1999    | Campionati mondiali            | Hong Kong, Cina           |       |
| 6  | 3'29"00 |   | Aaron Peirsol, David Denniston, Peter Marshall, Jason Lezak                                    | Stati Uniti        | 7 aprile 2002    | Campionati mondiali            | Mosca, Russia             |       |
| 7  | 3'28"12 |   | Matt Welsh, Jim Piper, Geoff Huegill, Ashley Callus                                            | Australia          | 4 settembre 2002 | Campionati australiani         | Melbourne, Australia      |       |
| 8  | 3'25"38 |   | Aaron Peirsol, Brendan Hansen, Ian Crocker, Garrett Weber-Gale                                 | Stati Uniti        | 25 marzo 2004    | Campionato NCAA                | East Meadow, Stati Uniti  |       |
| 9  | 3'25"09 |   | Aaron Peirsol, Brendan Hansen, Ian Crocker, Jason Lezak                                        | Stati Uniti        | 11 ottobre 2004  | Campionati mondiali            | Indianapolis, Stati Uniti |       |
| 10 | 3'24"29 |   | Stanislav Donec, Sergey Geybel, Evgenij Korotyškin, Alexandr Suchorukov                        | Russia             | 13 aprile 2008   | Campionati mondiali            | Manchester, Regno Unito   |       |
| 11 | 3'23"33 |   | Jake Tapp, Paul Kornfeld, Joe Bartoch, Brent Hayden                                            | Canada             | 9 agosto 2009    | British Grand Prix             | Leeds, Regno Unito        |       |
| 12 | 3'20"71 |   | Nick Thoman, Mark Gangloff, Michael Phelps, Nathan Adrian                                      | Stati Uniti        | 18 dicembre 2009 | Duel in the Pool               | Manchester, Regno Unito   |       |
| 13 | 3'19"16 |   | Stanislav Donec (49"63) Sergey Geybel (56"43) Evgenij Korotyškin (48"35) Danila Izotov (44"75) | Russia             | 20 dicembre 2009 | Vladimir Salnikov Swimming Cup | San Pietroburgo, Russia   | [ 5 ] |
| 14 | 3'18"98 | = | Isaac Cooper (49,46) Joshua Yong (56,55) Matthew Temple (48,34) Kyle Chalmers (44,63)          | Australia          | 18 dicembre 2022 | Campionati del Mondo           | Melbourne, Australia      |       |
| 14 | 3'18"98 | = | Ryan Murphy (48,96) Nic Fink (54,88) Trenton Julian (49,19) Kieran Smith (45,95)               | Stati Uniti        | 18 dicembre 2022 | Campionati del Mondo           | Melbourne, Australia      |       |
| 15 | 3'18"68 |   | Miron Lifincev (49"31) Kirill Prigoda (55"15) Andrei Minakov (48"80) Egor Kornev (45"42)       | Neutral Athletes B | 15 dicembre 2024 | Campionati mondiali            | Budapest, Ungheria        |       |

Legenda: Ref - Referto della gara;
Record non ottenuti in finale: (b) - batteria; (sf) - semifinale; (s) - staffetta prima frazione.

## Donne

### Vasca lunga
| #                 | Tempo   | + | Atleta                                                                                  | Nazionalità   | Data              | Evento                  | Luogo                         | Ref   |
| ----------------- | ------- | - | --------------------------------------------------------------------------------------- | ------------- | ----------------- | ----------------------- | ----------------------------- | ----- |
| 1                 | 5'10"8  |   | Magda Hunyadfi, Klara Killermann, Éva Székely, Valéria Gyenge                           | Ungheria      | 24 luglio 1953    |                         | Budapest, Ungheria            |       |
| 2                 | 5'09"2  |   | Magda Hunyadfi, Klara Killermann, Éva Székely, Valéria Gyenge                           | Ungheria      | 10 agosto 1953    |                         | Bucarest, Romania             |       |
| 3                 | 5'07"8  |   | Judit Temes, Klara Killermann, Mária Littomericzky, Katalin Szőke                       | Ungheria      | 3 agosto 1954     |                         | Budapest, Ungheria            |       |
| 4                 | 5'06"2  |   | Marie-Helene Andre, Francoise Derommeleere, Odette Lusien, Josette Arene                | Francia       | 16 agosto 1954    |                         | Marsiglia, Francia            |       |
| 5                 | 5'02"1  |   | Joke de Korte, Rika Bruins, Mary Kok, Geertje Wielema                                   | Paesi Bassi   | 27 novembre 1954  |                         | Rotterdam, Paesi Bassi        |       |
| 6                 | 5'00"1  |   | Jopie van Alphen, Rika Bruins, Atie Voorbij, Hetty Balkenende                           | Paesi Bassi   | 17 luglio 1955    |                         | Parigi, Francia               |       |
| 7                 | 4'57"8  |   | Éva Pajor, Éva Székely, Rypsyma Székely, Katalin Szőke                                  | Ungheria      | 3 settembre 1955  |                         | Budapest, Ungheria            |       |
| 8                 | 4'54"3  |   | Lenie de Nijs, Rita Kroon, Atie Voorbij, Greetje Kraan                                  | Paesi Bassi   | 19 novembre 1956  |                         | Hilversum, Paesi Bassi        |       |
| 9                 | 4'53"1  |   | Joke de Korte, Ada den Haan, Tineke Lagerberg, Cocky Gastelaars                         | Paesi Bassi   | 8 dicembre 1956   |                         | Zwolle, Paesi Bassi           |       |
| Nuovo regolamento |         |   |                                                                                         |               |                   |                         |                               |       |
| 10                | 4'57"0  |   | Greetje Kraan, Ada den Haan, Atie Voorbij, Cocky Gastelaars                             | Paesi Bassi   | 18 maggio 1957    |                         | Blackpool, Regno Unito        |       |
| 11                | 4'54"0  |   | Judy Grinham, Anita Lonsbrough, Chris Gosden, Diana Wilkinson                           | Gran Bretagna | 25 luglio 1958    |                         | Cardiff, Regno Unito          |       |
| 12                | 4'52"9  |   | Lenie de Nijs, Ada den Haan, Atie Voorbij, Cocky Gastelaars                             | Paesi Bassi   | 5 settembre 1958  | Campionati europei      | Budapest, Ungheria            |       |
| 13                | 4'51"5  |   | Ria van Velsen, Ada den Haan, Tineke Lagerberg, Cocky Gastelaars                        | Paesi Bassi   | 26 luglio 1959    |                         | Waalwijk, Paesi Bassi         |       |
| 14                | 4'44"6  |   | Carin Cone, Ann Bancroft, Becky Collins, Chris von Saltza                               | Stati Uniti   | 6 settembre 1959  |                         | Chicago, Stati Uniti          |       |
| 15                | 4'41"1  |   | Lynn Burke, Patty Kempner, Carolyn Schuler, Chris von Saltza                            | Stati Uniti   | 9 settembre 1960  | Giochi olimpici         | Roma, Italia                  |       |
| 16                | 4'40"1  |   | Ingrid Schmidt, Barbara Göbel, Ute Noack, Heidi Pechstein                               | Germania Est  | 23 agosto 1962    |                         | Lipsia, Germania Est          |       |
| 17                | 4'39"1  |   | Ria van Velsen, Klenie Bimolt, Ada Kok, Erica Terpstra                                  | Paesi Bassi   | 28 giugno 1964    |                         | Groninga, Paesi Bassi         |       |
| 18                | 4'38"1  |   | Judy Haroun, Claudia Kolb, Donna de Varona, Pokey Watson                                | Stati Uniti   | 4 luglio 1964     |                         | Los Altos, Stati Uniti        |       |
| 19                | 4'34"6  |   | Cathy Ferguson, Cynthia Goyette, Kathleen Ellis, Martha Randall                         | Stati Uniti   | 28 settembre 1964 |                         | Los Angeles, Stati Uniti      |       |
| 20                | 4'33"9  |   | Cathy Ferguson, Cynthia Goyette, Sharon Stouder, Kathleen Ellis                         | Stati Uniti   | 18 ottobre 1964   | Giochi olimpici         | Tokyo, Giappone               |       |
| 21                | 4'30"0  |   | Kendis Moore, Catie Ball, Ellie Daniel, Wendy Fordyce                                   | Stati Uniti   | 30 luglio 1967    |                         | Winnipeg, Canada              |       |
| 22                | 4'28"1  |   | Kaye Hall, Catie Ball, Ellie Daniel, Susan Pedersen                                     | Stati Uniti   | 14 settembre 1968 |                         | Colorado Springs, Stati Uniti |       |
| 23                | 4'27"4  |   | Sue Atwood, Kim Brecht, Alice Jones, Cindy Schilling                                    | Stati Uniti   | 1º settembre 1970 |                         | Tokyo, Giappone               |       |
| 24                | 4'27"3  |   | Claudia Clevenger, Sue Atwood, Ellie Daniel, Linda Johnson                              | Stati Uniti   | 11 settembre 1971 |                         | Minsk, Unione Sovietica       |       |
| 25                | 4'25"34 |   | Lynn Vidali, Jane Barkman, Sue Atwood, Ellie Daniel                                     | Stati Uniti   | 18 agosto 1972    | Trials olimpici USA     | Knoxville, Stati Uniti        |       |
| 26                | 4'20"75 |   | Sandra Neilson, Melissa Belote, Cathy Carr, Deena Deardurff                             | Stati Uniti   | 3 settembre 1972  | Giochi olimpici         | Monaco, Germania Ovest        |       |
| 27                | 4'16"84 |   | Rosemarie Kother, Kornelia Ender, Ulrike Richter, Renate Vogel                          | Germania Est  | 4 settembre 1973  | Campionati mondiali     | Belgrado, Jugoslavia          |       |
| 28                | 4'13"78 |   | Rosemarie Kother, Renate Vogel, Kornelia Ender, Ulrike Richter                          | Germania Est  | 24 agosto 1974    | Campionati europei      | Vienna, Austria               |       |
| 29                | 4'13"41 |   | M. Seltmann, Carola Nitschke, Andrea Pollack, Barbara Krause                            | Germania Est  | 5 giugno 1976     | Campionati della DDR    | Berlino Est, Germania Est     |       |
| 30                | 4'07"95 |   | Ulrike Richter, Hannelore Anke, Kornelia Ender, Andrea Pollack                          | Germania Est  | 18 giugno 1976    | Giochi olimpici         | Montréal, Canada              |       |
| 31                | 4'06"67 |   | Rica Reinisch, Ute Geweniger, Andrea Pollack, Caren Metschuck                           | Germania Est  | 20 luglio 1980    | Giochi olimpici         | Mosca, Unione Sovietica       |       |
| 32                | 4'05"88 |   | Ines Geißler, Birgit Meineke, Kristin Otto, Ute Geweniger                               | Germania Est  | 6 agosto 1982     | Campionati mondiali     | Guayaquil, Ecuador            |       |
| 33                | 4'05"79 |   | Ute Geweniger, Birgit Meineke, Ina Kleber, Ines Geißler                                 | Germania Est  | 26 agosto 1983    | Campionati europei      | Roma, Italia                  |       |
| 34                | 4'03"69 |   | Sylvia Gerasch, Ines Geißler, Ina Kleber, Birgit Meineke                                | Germania Est  | 24 agosto 1984    | Giochi dell'amicizia    | Mosca, Unione Sovietica       |       |
| 35                | 4'02"54 |   | Lea Loveless, Anita Nall, Crissie Ahmann-Leighton, Jenny Thompson                       | Stati Uniti   | 30 luglio 1992    | Giochi olimpici         | Barcellona, Spagna            |       |
| 36                | 4'01"67 |   | He Cihong, Dai Guohong, Liu Limin, Le Jingyi                                            | Cina          | 10 settembre 1994 | Campionati mondiali     | Roma, Italia                  |       |
| 37                | 3'58"30 |   | Barbara Bedford, Megan Quann, Jenny Thompson, Dara Torres                               | Stati Uniti   | 23 settembre 2000 | Giochi olimpici         | Sydney, Australia             |       |
| 38                | 3'57"32 |   | Giaan Rooney, Leisel Jones, Petria Thomas, Jodie Henry                                  | Australia     | 21 agosto 2004    | Giochi olimpici         | Atene, Grecia                 |       |
| 39                | 3'56"30 |   | Sophie Edington, Leisel Jones, Jessicah Schipper, Lisbeth Lenton                        | Australia     | 21 marzo 2006     | Giochi del Commonwealth | Melbourne, Australia          |       |
| 40                | 3'55"74 |   | Emily Seebohm, Leisel Jones, Jessicah Schipper, Lisbeth Lenton                          | Australia     | 31 marzo 2007     | Campionati mondiali     | Melbourne, Australia          |       |
| 41                | 3'52"69 |   | Emily Seebohm, Leisel Jones, Jessicah Schipper, Lisbeth Trickett                        | Australia     | 17 agosto 2008    | Giochi olimpici         | Pechino, Cina                 |       |
| 42                | 3'52"19 |   | Zhao Jing, Chen Huijia, Jiao Liuyang, Li Zhesi                                          | Cina          | 1º agosto 2009    | Campionati mondiali     | Roma, Italia                  |       |
| 43                | 3'52"05 |   | Missy Franklin, Rebecca Soni, Dana Vollmer, Allison Schmitt                             | Stati Uniti   | 4 agosto 2012     | Giochi olimpici         | Londra, Regno Unito           |       |
| 44                | 3'51"55 |   | Kathleen Baker (58"54) Lilly King (1'04"48) Kelsi Worrell (56"30) Simone Manuel (52"23) | Stati Uniti   | 30 luglio 2017    | Campionati mondiali     | Budapest, Ungheria            | [ 8 ] |
| 45                | 3'50"40 |   | Regan Smith (57"57) Lilly King (1'04"81) Kelsi Dahlia (56"16) Simone Manuel (51"86)     | Stati Uniti   | 28 luglio 2019    | Campionati mondiali     | Gwangju, Corea del Sud        | [ 9 ] |
| 46                | 3'49"63 |   | Regan Smith (57"28) Lilly King (1'04"90) Gretchen Walsh (55"03) Torri Huske (52"42)     | Stati Uniti   | 4 agosto 2024     | Giochi olimpici         | Parigi, Francia               |       |
| 47                | 3'49"34 |   | Regan Smith (57"57) Kate Douglass (1'04"27) Gretchen Walsh (54"98) Torri Huske (52"52)  | Stati Uniti   | 3 agosto 2025     | Campionati mondiali     | Singapore, Singapore          |       |

Legenda: Ref - Referto della gara;
Record non ottenuti in finale: (b) - batteria; (sf) - semifinale; (s) - staffetta prima frazione.

### Vasca corta
| #  | Tempo   | + | Atleta                                                                                         | Nazionalità | Data             | Evento                    | Luogo                     | Ref    |
| -- | ------- | - | ---------------------------------------------------------------------------------------------- | ----------- | ---------------- | ------------------------- | ------------------------- | ------ |
| 1  | 3'57"73 |   | Le Jingyi, He Cihong, Liu Limin, Dai Guohong                                                   | Cina        | dicembre 1993    | Campionati mondiali       | Palma di Maiorca, Spagna  |        |
| 2  | 3'57"62 |   | Mai Nakamura, Masami Tanaka, Ayari Aoyama, Sumika Minamoto                                     | Giappone    | 3 aprile 1999    | Campionati mondiali       | Hong Kong, Cina           |        |
| 3  | 3'57"46 |   | Courtney Shealy, Kristy Kowal, Keegan Walkley, Maritza Correia                                 | Stati Uniti | 16 marzo 2000    | Campionato NCAA femminile | Indianapolis, Stati Uniti |        |
| 4  | 3'55"78 |   | Therese Alshammar, Emma Igelström, Anna-Karin Kammerling, Johanna Sjöberg                      | Svezia      | 5 aprile 2002    | Campionati mondiali       | Mosca, Russia             |        |
| 5  | 3'54"95 |   | Sophie Edington, Brooke Hanson, Jessicah Schipper, Lisbeth Lenton                              | Australia   | 9 ottobre 2004   | Campionati mondiali       | Indianapolis, Stati Uniti |        |
| 6  | 3'51"84 |   | Tayliah Zimmer, Jade Edmistone, Jessicah Schipper, Lisbeth Lenton                              | Australia   | 7 aprile 2006    | Campionati mondiali       | Shanghai, Cina            |        |
| 7  | 3'51"36 |   | Margaret Hoelzer, Jessica Hardy, Rachel Komisarz, Kara Denby                                   | Stati Uniti | 11 aprile 2008   | Campionati mondiali       | Manchester, Regno Unito   |        |
| 8  | 3'49"45 |   | Katie Murdoch, Annamay Pierse, Audrey Lacroix, Victoria Poon                                   | Canada      | 9 agosto 2009    | British Grand Prix        | Leeds, Regno Unito        |        |
| 9  | 3'47"97 |   | Margaret Hoelzer, Jessica Hardy, Dana Vollmer, Amanda Weir                                     | Stati Uniti | 18 dicembre 2009 | Duel in the Pool          | Manchester, Regno Unito   |        |
| 10 | 3'45"56 |   | Natalie Coughlin, Rebecca Soni, Dana Vollmer, Missy Franklin                                   | Stati Uniti | 16 dicembre 2011 | Duel in the Pool          | Atlanta, Stati Uniti      |        |
| 11 | 3'45"20 |   | Courtney Bartholomew (56"08) Katie Meili (1'02"88) Kelsi Worrell (55"01) Simone Manuel (51"23) | Stati Uniti | 11 dicembre 2015 | Duel in the Pool          | Indianapolis, Stati Uniti | [ 11 ] |

Legenda: Ref - Referto della gara;
Record non ottenuti in finale: (b) - batteria; (sf) - semifinale; (s) - staffetta prima frazione.

## Mista

### Vasca lunga
| # | Tempo   | + | Atleta                                                                                                   | Nazionalità             | Data              | Evento              | Luogo                    | Ref          |
| - | ------- | - | --- | ----------------------- | ----------------- | ------------------- | ------------------------ | ------------ |
| 1 | 4'13"47 |   | Allie Day, Mike Hurley, Tanner Kurz, Haley Lips                                                          | Università dell'Indiana | 26 settembre 2013 | IU Fall Frenzy      | Bloomington, Stati Uniti | [ 12 ] [ 1 ] |
| 2 | 3'48"74 |   | Andrei Shabasov, Veronika Popova, Andrei Nikolayev, Daria Ustinova                                       | San Pietroburgo         | 16 maggio 2014    | Campionati russi    | Mosca, Russia            | [ 13 ]       |
| 3 | 3'44"02 |   | Chris Walker-Hebborn (53"68) Adam Peaty (59"30) Jemma Lowe (57"51) Francesca Halsall (53"53)             | Gran Bretagna           | 19 agosto 2014    | Campionati europei  | Berlino, Germania        | [ 14 ]       |
| 4 | 3'41"71 |   | Chris Walker-Hebborn (52"94) Adam Peaty (57"98) Siobhan-Marie O'Connor (57"02) Francesca Halsall (53"77) | Gran Bretagna           | 5 agosto 2015     | Campionati mondiali | Kazan', Russia           | [ 15 ]       |
| 5 | 3'40"28 | b | Ryan Murphy (52"34) Kevin Cordes (58"95) Kelsi Worrell (56"17) Mallory Comerford (52"82)                 | Stati Uniti             | 26 luglio 2017    | Campionati mondiali | Budapest, Ungheria       | [ 16 ]       |
| 6 | 3'38"56 |   | Matt Grevers (52"32) Lilly King (1'04"15) Caeleb Dressel (49"92) Simone Manuel (52"17)                   | Stati Uniti             | 26 luglio 2017    | Campionati mondiali | Budapest, Ungheria       | [ 17 ]       |
| 7 | 3'38"41 |   | Xu Jiayu (52"45) Yan Zibei (57"96) Zhang Yufei (55"32) Yang Junxuan (52"68)                              | Cina                    | 1º ottobre 2020   | Campionati cinesi   | Tsingtao, Cina           |              |
| 8 | 3'37"58 |   | Kathleen Dawson (58"80) Adam Peaty (56"78) James Guy (50"00) Anna Hopkin (52"00)                         | Regno Unito             | 31 luglio 2021    | Giochi olimpici     | Tokyo, Giappone          |              |
| 9 | 3'37"43 |   | Ryan Murphy (52"08) Nic Fink (58"29) Gretchen Walsh (55"18) Torri Huske (51"88)                          | Stati Uniti             | 3 agosto 2024     | Giochi olimpici     | Parigi, Francia          |              |

Legenda: Ref - Referto della gara;
Record non ottenuti in finale: (b) - batteria; (sf) - semifinale; (s) - staffetta prima frazione.